# Thomas Shields Clarke
Thomas Shields Clarke (n. Pittsburgh, Pensilvania; 25 de abril de 1860 - f. Nueva York; 15 de noviembre de 1920) fue un artista norteamericano.

## Trayectoria
Se graduó de la Universidad de Princeton en 1882. Fue alumno de la Liga de estudiantes de arte de Nueva York, en Nueva York y de la École des Beaux-Arts de París. Posteriormente trabajó en el taller del artista Pascal Dagnan-Bouveret, donde se empezó a interesarse por la escultura.
Años más tarde, ya como escultor reconocido, recibió una medalla de honor en Madrid por su obra llamada "The Cider Press". Clarke hizo cuatro cariátides conocidas como "The Seasons" (literalmente, las estaciones) para la Appellate Court House de Nueva York.
También diseñó una alma mater para la Universidad de Princeton. Entre sus pinturas cabe destacar Night Market in Morocco, por la que recibió una medalla en la Exposición Internacional de Berlín (1891), y por la obra Fool's Fool, que fue expuesta en el Salón de 1887.
Algunas de sus obras se pueden ver en el M. H. de Young Memorial Museum de San Francisco.